# Conquête mongole du Khorassan
Pour un article plus général, voir Conquêtes mongoles.
Invasion mongole de l'Empire khwarezmien
La Conquête mongole du Khorasan a lieu en 1220–1221, durant l'invasion mongole de l'Empire khwarezmien. Alors que l'Empire khwarezmien se désintégre après la prise des grandes villes de Samarcande et de Boukhara par l'Empire mongol, Le Chah Ala ad-Din Muhammad s'enfuit vers l'ouest dans l'espoir de rassembler une armée. Gengis Khan donne l'ordre à deux de ses principaux généraux, Subötaï et Djebé, de suivre le Chah et de tuer dans l'oeuf ses projets de restauration de la puissance Khwarezmienne. Dans le même temps, il envois Tolui, son plus jeune fils, vers le sud pour éliminer toute forme de résistance.
La région du Khorassan abrite des villes de la route de la soie telles que Merv, Nishapur et Herat, qui comptent parmi les plus grandes et les plus riches du monde. Tolui assiège et prend ces cités les unes après les autres, pillant leurs richesses et exécutant leurs habitants. 
Bien que les historiens modernes considèrent que les chiffres des chroniqueurs médiévaux sont largement exagérés - un récit fait état de 2,4 millions de personnes tuées dans la seule ville de Nishapur -, ces chiffres reflètent une catastrophe sociale si extrême que les populations locales ont eu du mal à quantifier leurs pertes.

## Campagne

### Situation avant le conflit
Lors de l'invasion de l'Empire khwarezmien, qui débute en 1219, Tolui accompagne d'abord l'armée de son père. Il fait partie des troupes qui suivent le Khan lorsque ce dernier décide, au début de l'année 1220, de contourner le siège en cours à Otrar pour attaquer les principaux centres de la Transoxiane, à savoir la capitale du Khwarezmchah, Samarcande, et sa voisine Boukhara . Cette dernière est prise en février après un siège rapide, tandis que Samarcande tombe quelques mois plus tard. Gengis se dirige ensuite vers le sud, dans les monts Turkestan, où il met au repos son armée pendant l'été, tandis que ses généraux Subötaï et Djebé se dirigent vers l'ouest et que ses fils mènent diverses opérations. Il se remet en marche à l'automne pour prendre d'assaut Termez.

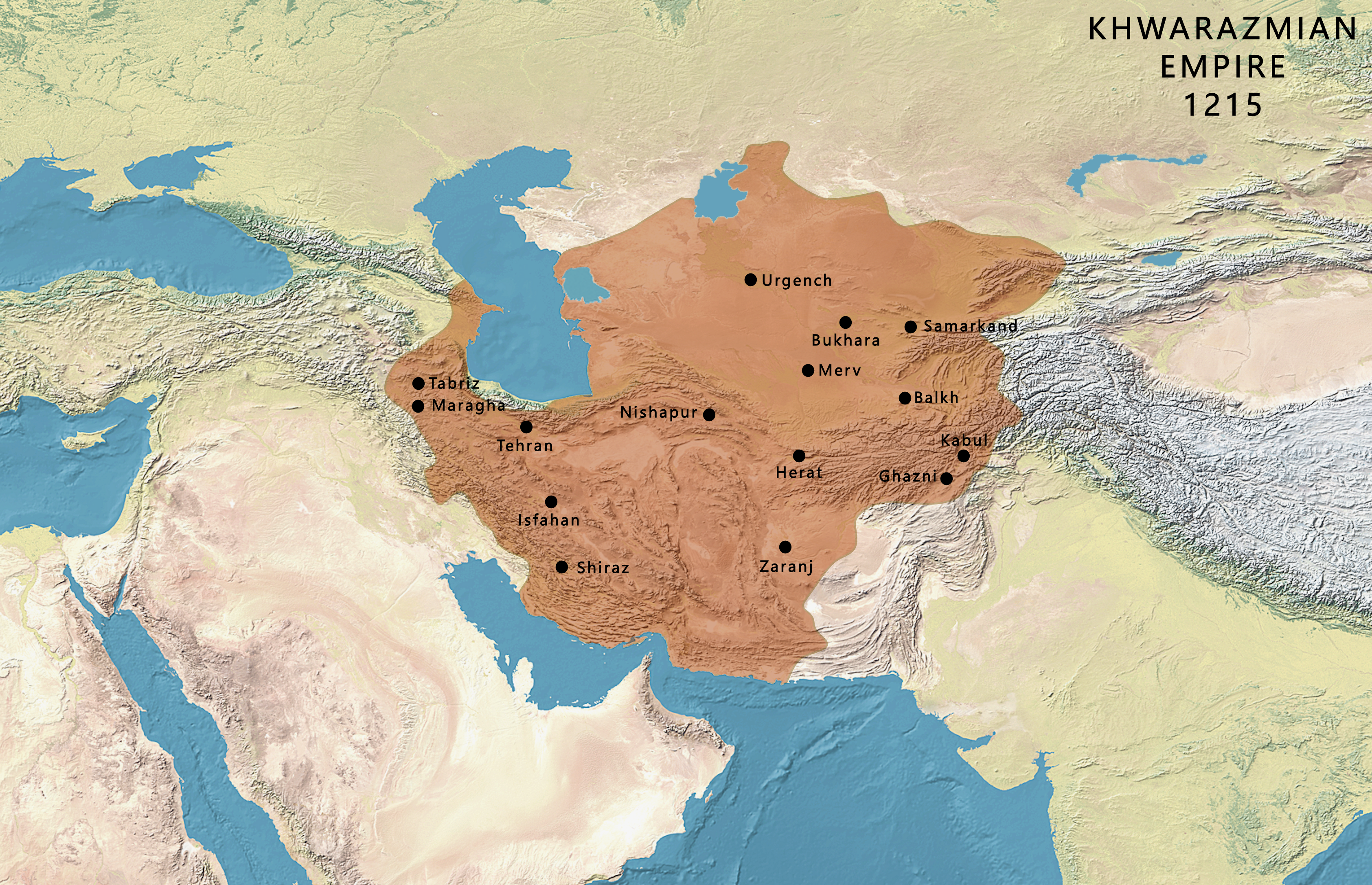
Carte de l'Empire khwarezmien en 1215. La campagne de Tolui lui permet de prendre le contrôle du Khorassan, la région centrale de l'empire.

Tolui et son père passent l'hiver 1220-1221 à s'occuper des rebelles actifs dans la zone du cours supérieur du fleuve Vakhch, une région qui se situe dans l'actuel Tadjikistan. Dans le même temps, Subötaï et Djebé s'enfoncent toujours plus dans l'ouest de l'Iran, à la poursuite du Chah Ala ad-Din Muhammad, tandis que les villes qui s'étaient précédemment soumises aux Mongols dans la région du Khorassan commencent à s'agiter, voire tenter de se rebeller. C'est ainsi que Toquchar, le gendre de Gengis Khan, est tué à Nishapur en novembre 1220, lorsqu'une rébellion éclate dans cette cité. Après avoir pris Balkh au début de l'année 1221, et tout en continuant d'assiéger Tâloqân, Gengis envois Tolui au Khorassan pour s'assurer qu'aucune opposition au pouvoir mongol ne subsiste dans cette vaste et riche région. Sa mission consiste à pacifier et à soumettre la région et ses villes par tous les moyens possibles, et,selon l'historien britannique John Andrew Boyle, il s'en acquitte « avec une minutie dont cette région ne s'est jamais remise ».

### Merv, Nishapur et Herat
L'armée de Tolui se compose d'un dixième des troupes de la force d'invasion mongole, auxquelles il faut rajouter des conscrits khwarazmiens. L'historien Carl Sverdrup estime sa taille à environ 7 000 hommes. Il marche vers l'ouest de Balkh à Murichaq, une ville qui se situe sur l'actuelle frontière entre l'Afghanistan et le Turkménistan, puis il traverse la rivière Murghab et son affluent le Kouchk pour approcher la ville de Merv par le sud. Dans la nuit du 24 février, il tend une embuscade à une troupe de pillards turkmènes. L'attaque surprise prend les pillards au dépourvu, et ceux qui ne sont pas tués par les Mongols, ou qui ne se noient pas dans la rivière, sont dispersés. Les Mongols arrivent à Merv le lendemain.
Après avoir évalué les défenses de la ville pendant six jours, Tolui en vient à la conclusion que les fortifications de la cité peuvent résister à un long siège. Le septième jour, il lance un assaut général contre Merv. Les habitants de la ville tentent a deux reprises une sortie, mais en vain. Démoralisés, ils se rendent aux Mongols, qui leur promettent de les traiter équitablement. Mais Tolui revient sur cette promesse et donne l'ordre de chasser toute la population dans la plaine pour la passer au fil de l'épée, à l'exception d'un petit nombre d'artisans et d'enfants. Le chroniqueur Ibn al-Athîr, contemporain du massacre, estime le nombre de morts à 700 000, tandis que le chroniqueur Ata-Malik Juvaini, qui écrit quelques décennies plus tard, rapporte qu'un clerc a passé treize jours à compter les morts et est arrivé à un chiffre de 1 300 000.

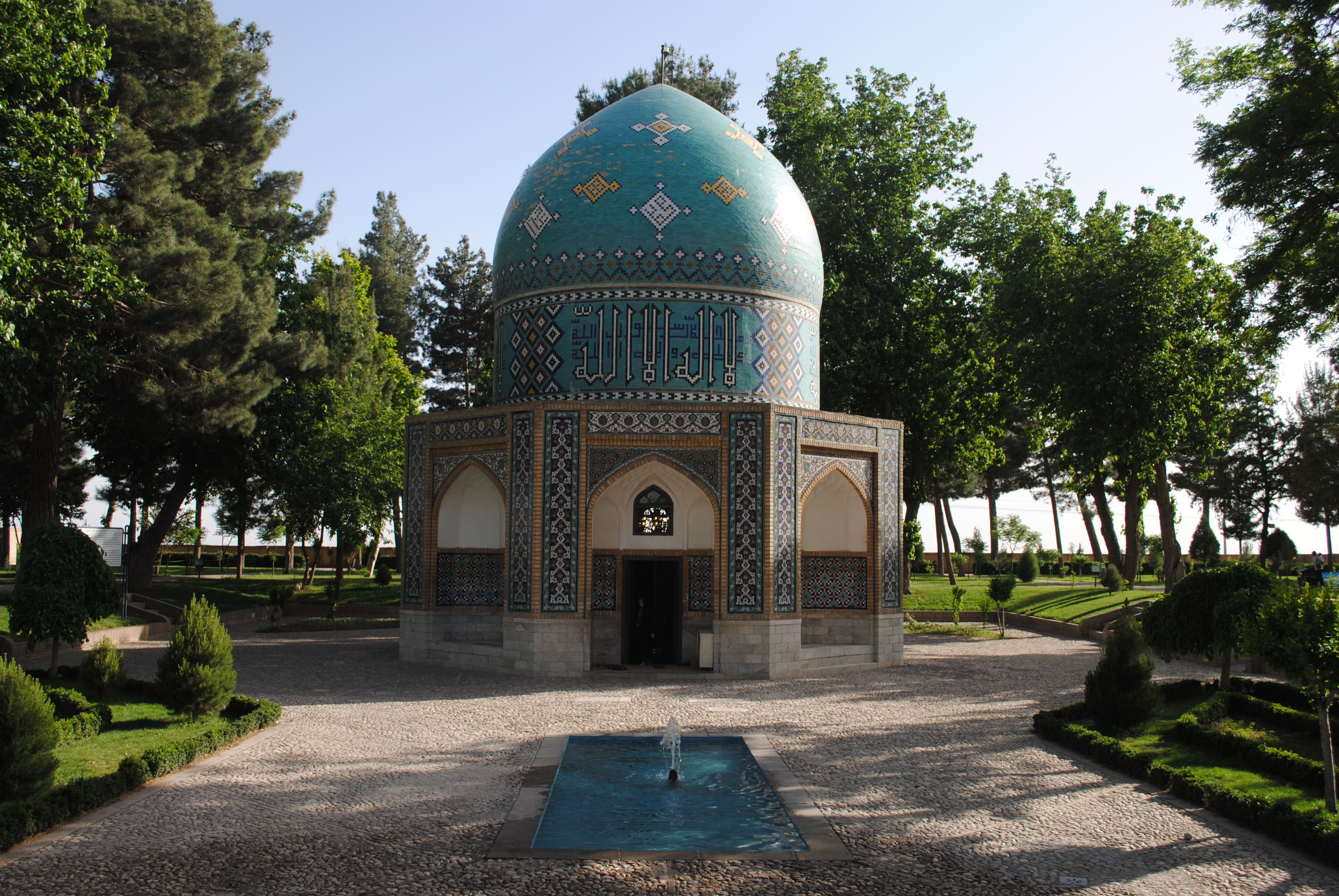
Le mausolée de Farid al-Din Attar, poète soufi persan tué lors du sac de Nishapur, a été construit au XVe siècle, pendant la Renaissance timouride.

Après la chute de Merv, Tolui poursuis sa marche vers le sud-ouest en direction de Nishapur, qui a déjà été le théâtre de nombreux événements au cours de la guerre. En effet, le 18 avril 1220, le Chah Ala ad-Din Muhammad arrive dans la cité alors qu'il fuie l'avancée mongole en Transoxiane. Il part à la mi-mai de la même année, juste à temps pour échapper aux armées de  Subötaï et Djebé, qui arrivent le lendemain. La ville se soumet aux généraux, qui demandent aux autorités locales de détruire les murailles de la cité et d'aider les Mongols qui passent dans la région. Mais aucune de ces demandes n'est appliqué et, peu de temps après le départ des généraux, Nishapur se révolte contre le pouvoir Mongol. C'est a cette période que Toquchar est tué lorsqu'il essaye de mater la population. Le 10 février 1221 Jalal ad-Din, fils aîné et héritier de Muhammad, décédé entre-temps, arrive à Nishapur. Il tente d'échapper aux troupes mongoles qui assiègent Gurganj, la capitale de l'empire, et ne reste que quelques jours avant de partir en direction de Zuzan.
Tolui arrive devant les murs de la ville le 7 avril et les habitants, impressionnés par la taille de son armée, cherchent immédiatement à négocier leur reddition. Mais le meurtre du gendre du khan étant une grave insulte pour les Mongols, toutes les propositions sont rejetées et l'assaut débute avant la fin de la journée. Les troupes Mongoles percent les murailles le 9 avril et la ville est prise le lendemain. Selon Juvayni, la ville est rasée par vengeance ; la veuve de Toquchar supervisant le massacre de l'ensemble de la population de la ville, à l'exception de 400 artisans. Contrairement à Merv, tous les enfants sont tués, et les cadavres des 1 747 000 victimes présumées, y compris tous les chats et les chiens de la ville, sont empilés pour former de grands tas. Le sol est ensuite labouré. Tout en avançant dans la région, Tolui envoie également des détachements contre les villes environnantes comme Abiverd, Nisa, Tous, et Jajrom.
Le sort d'Hérat, la dernière des grandes villes du Khorassan, fut, pendant un temps, l'objet d'une querelle historiographique. En effet, selon Vassili Barthold, un historien du début du XXe siècle qui s'appuie sur une Chronique locale datant des années 1400, aucun des habitants n'a été tué à l'exception de la garnison. En revanche, le chroniqueur  Minhaj-i Siraj Juzjani, qui a combattu les Mongols à proximité de la ville, rapporte qu'après un siège de huit mois, la citè a été prise et sa population massacrée. On sait aujourd'hui, grâce à une chronique redécouverte en 1944, qu'il y a eu deux sièges de Hérat. Le premier débute à la suite de l'exécution d'un diplomate mongol dans la ville. Tolui, furieux, lance des assauts contre Hérat pendant huit jours qui se terminent par la mort du Malik (gouverneur) de la ville. Depuis le bord des douves d'Hérat, Tolui proclame que les habitants seront épargnés s'ils se rendent. Contrairement à ce qui s'est passé à Merv, les Mongols tiennent parole et ne tuent que les 12 000 hommes de la garnison de la ville. Après avoir nommé deux gouverneurs, un Mongol et un Musulman, pour s'occuper de la ville, Tolui quitte la région à la mi-1221, pour rejoindre son père à Taliqan. La population se révolte rapidement après son départ et tue le gouverneur Mongol. Hérat est alors de nouveau assiégée, cette fois-ci par le général mongol Eljigidei. Après un siège qui dure plusieurs mois, il prend la cité en juin 1222 et la met à sac pendant 7 jours, massacrant toute la population. Finalement, entre 1 600 000 et 2 400 000 personnes auraient été tuées lors du massacre qui accompagne le sac de la ville.

### Historiographie
Les historiens modernes considèrent que le nombre de morts traditionnellement attribué à la campagne de Tolui au Khorassan est exagéré. Ainsi, a l'époque de l'invasion mongole, les villes de Merv, Nishapur et Herat ne pouvaient abriter qu'une de la population qu'on leur prête dans les Chronique de l'époque,. De plus, les populations seraient revenues presque miraculeusement dans les villes détruites : En novembre 1221,Shigi Qutuqu, le fils adoptif de Genghis Khan, aurait ordonné l'exécution de 100 000 personnes supplémentaires à Merv,  après une nouvelle rébellion; ce qui ne colle pas avec le récit de la prise de la ville par Touli, qui aurait massacré ou déporté toute la population. 
Si les descriptions des massacres ne correspondent pas à la réalité, elles décrivent toutefois des catastrophes démographiques si extrêmes, que les populations locales ont eu du mal à évaluer l'étendue exacte des destructions. Selon l'historien Michal Biran, la rapidité avec laquelle les Mongols ont introduit la guerre pragmatiquement brutale de l'Asie de l'Est dans le monde musulman, moins impitoyable, est une des causes de ce choc culturel.